# San Pedro Bercianos
San Pedro Bercianos település Spanyolországban, León tartományban. Lakosainak száma 226 fő (2024).

## Földrajza
San Pedro Bercianos Valdevimbre, Bercianos del Páramo, Santa María del Páramo, Urdiales del Páramo, Bustillo del Páramo és Chozas de Abajo községekkel határos.

## Népesség
A település lakosságának változását az alábbi diagram mutatja:
| Lakosok száma | 377  | 346  | 312  | 303  | 271  | 262  | 244  | 238  | 231  | 226  |
|               | 2001 | 2004 | 2007 | 2009 | 2012 | 2014 | 2017 | 2019 | 2022 | 2024 |